# Mini Research Module 1
Mini Research Module 1 (Module nghiên cứu mini 1, viết tắt là MRM-1), còn được biết đến là Docking Cargo Module, là một module của Nga dự kiến sẽ là một thành phần của trạm không gian quốc tế. Module này được chế tạo bởi RSC Energia và dự kiến sẽ được phóng lên bằng tàu con thoi trong sứ mệnh con thoi STS-132 vào tháng 4 năm 2010. MRM-1 sẽ được ghép vào cổng ghép nối phía dưới (nadir docking port) của module Zarya. Việc chuẩn bị để ghép module này vào tàu con thoi để phóng lên vũ trụ sẽ được thực hiện bởi Spacehab, một công ty con của tập đoàn Astrotech của Mỹ. Mini Research Module 2 sẽ được phóng lên trạm vào năm 2009 bằng một tên lửa Soyuz.